# Kronika Dalimila

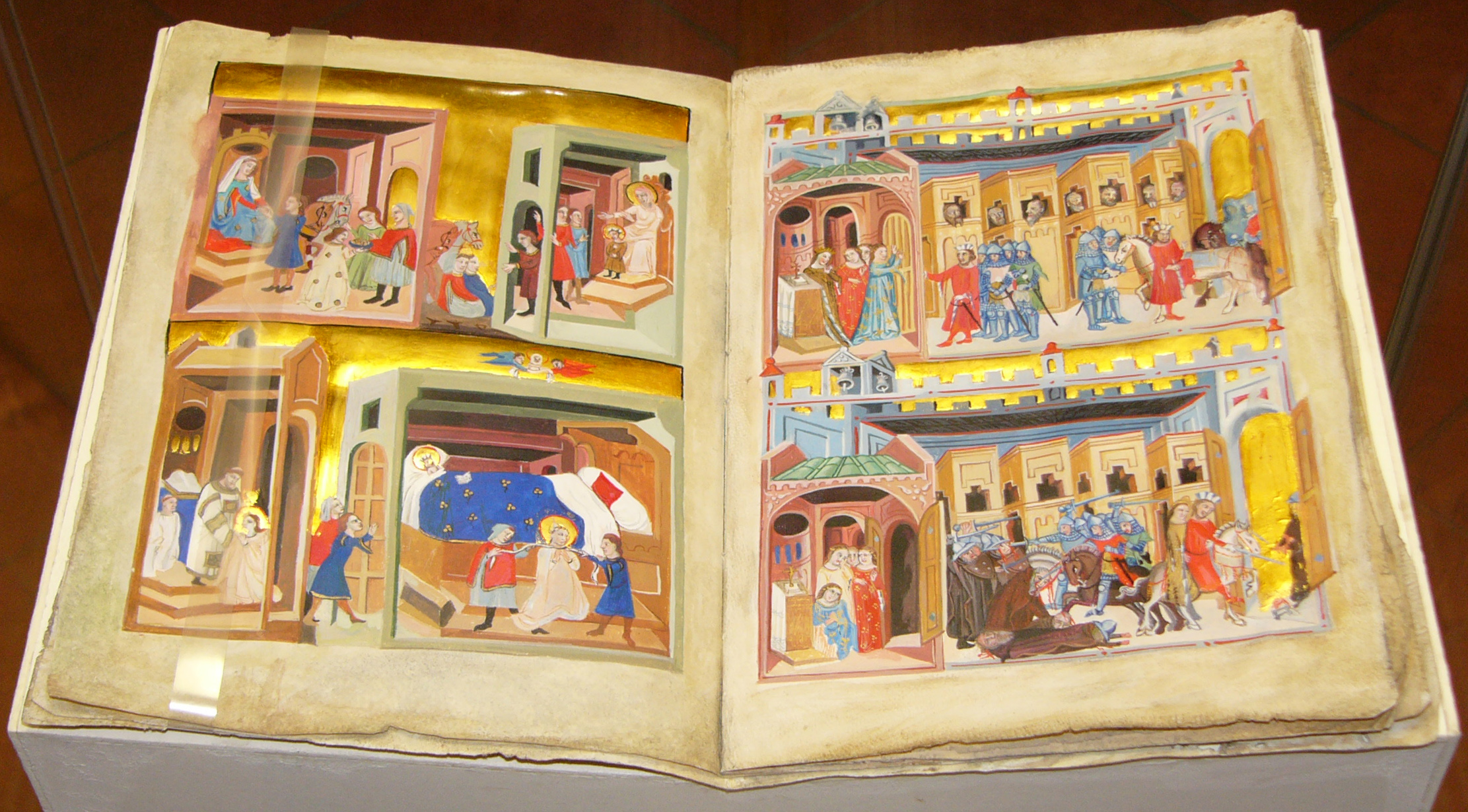
Kronika Dalimila – faksymile łacińskiego tłumaczenia

Kronika Dalimila, Kronika tak zwanego Dalimila (cz. Dalimilova kronika; Kronika tak řečeného Dalimila; Kronika Boleslavská) – pierwsza kronika napisana w języku czeskim. Napisana wierszem przez nieznanego autora na początku XIV wieku. Kronika jest kompilacją informacji zawartych w starszych czeskich kronikach pisanych po łacinie oraz osobistych doświadczeń autora. Opisane w niej wydarzenia kończą się przed 1314, ale zazwyczaj jest publikowana wraz z zapisami późniejszych autorów opisującymi wydarzenia do roku 1319.
Kronika powstawała w czasie, kiedy to napływ ludności niemieckiej przynosił coraz większe poczucie świadomości narodowej Czechów. Kwestia ta znalazła odzwierciedlenie w utworze, którego głównym motywem stało się przeciwstawienie czeskiej szlachty niemieckiemu mieszczaństwu. Kronika Dalimila odcina się od uniwersalizmu idei rycerskiej. Większym zagrożeniem jest Niemiec, rycerz noszący pas i ostrogi, niż przedstawiciel stanu chłopskiego, mówiący tym samym językiem, jak jego pan. Historia pokazuje, że chłop może być nawet sprzymierzeńcem w walce z obcym najeźdźcą. Książę Oldřich, według Dalimila, woli więc czeską chłopkę Bożenę od niemieckiej księżniczki. Legendarna Libusza krytykuje zachodni system feudalny, w którym władca - mężczyzna żelazną ręką rządzi swym państwem, jednocześnie pozwalając na rozprzestrzenianie obcych wzorów i języka. Libusza Dalimila feudalizmowi przeciwstawia swoistą demokrację słowiańską, której symbolem jest łagodność i mądrość rządzącej kobiety. Kronika jest jednym z pierwszych przejawów rosnącej plebeizacji literatury czeskiej, która stanie się tendencją dominującą w dobie husyckiej.